# Agrypnus murinus
Agrypnus murinus es una especie de escarabajo del género Agrypnus, tribu Agrypnini, familia Elateridae. Fue descrita científicamente por Linnaeus en 1758.
Se distribuye por Países Bajos, Alemania, Francia, Suiza, Reino Unido de Gran Bretaña e Irlanda del Norte, Suecia, Austria, Federación Rusa, Noruega, Dinamarca, Italia, Estonia, Polonia, Luxemburgo, Chequia, Lituania, Bélgica, Ucrania, Portugal, España, Hungría, Finlandia, Eslovaquia, Bielorrusia, Letonia, Croacia, Rumania, Liechtenstein, Serbia, Irlanda, Eslovenia, Andorra, Bosnia y Herzegovina, Bulgaria y Estados Unidos. La especie se mantiene activa durante todos los meses del año.